# 이탈디자인 GTZero
이탈디자인 GTZero(이탈리아어: Italdesign GTZERO)는 이탈리아의 스포츠카 메이커인 이탈디자인 주지아로에서 2016 제네바 모터쇼에서 공개된 전기식 슈팅 브레이크 컨셉트 카이다.

## 성능
GTZero는 3개의 전기 모터(전면 2개, 후면 1개)로 구동되며 4륜구동이다. 전면 전기 모터는 각각 148hp(110kW)를 생성하고 후면 모터는 총 483hp(360kW) 및 155 mph (249 km/h)의 전자적으로 제한된 최고 속도에 대해 188 hp (140 kW)를 생성한다. 이탈디자인 주지아로에 따르면 주행가능거리는 499km이며 30분 만에 80%까지 충전할 수 있다.

## 특징
GTZero는 모듈식 탄소 섬유 모노코크를 기반으로 하며 이탈디자인 주지아로는 배터리를 수용하고 다양한 바디 스타일을 사용할 수 있다고 주장하였다. 섀시에는 알루미늄 프론트 및 리어 서브프레임도 있다. 경량 복합 바디, 버터플라이 도어 및 5도 조향 각도의 4륜 조향,내부는 2+2에서 3+1 배열로 변경할 수 있는 구성 가능한 좌석과 내부 기능을 제어하는 다중 터치스크린을 갖추고 있다.